# Josep Maria Foix
Josep Maria Foix (1896 - Barcelona, 1923) fou un sindicalista català. Era militant de la CNT, de la secció de Banca i Borsa del Sindicat Mercantil, i un dels impulsors el 1918 del Sindicat Mercantil de Barcelona la CNT. Per les seves activitats sindicals fou acomiadat del banc London County. Entrà a treballar a l'Associació d'Empleats Municipals on conegué a Joaquim Maurín que li oferí l'administració del periòdic La Batalla. Fou assassinat per elements dels Sindicats Lliures, l'abril de 1923 a Barcelona.